# Giuseppe Saronni
Giuseppe Saronni (nacido el 22 de septiembre de 1957 en Novara), apodado Beppe, fue un ciclista italiano, profesional entre los años 1977 y 1989, durante los cuales consiguió 129 victorias.
Saronni, que tuvo en Francesco Moser a su principal rival a lo largo de su carrera deportiva, ganó dos ediciones del Giro de Italia, en los años 1979 y 1983, además de sumar un total de 24 victorias de etapa en la ronda italiana.
Posee tres medallas del Campeonato del Mundo: un oro, conseguido en 1982, una plata, en 1981, un bronce en 1986.
En 1991 se convirtió en director deportivo del equipo Lampre.

## Palmarés
| 1977 - Tres Valles Varesinos - Giro del Friuli - Giro del Veneto - Giro de Sicilia - Trofeo Pantalica 1978 - Tirreno-Adriático y una etapa - Coppa Agostoni - 3 etapas del Giro de Italia - 3.º en el Campeonato de Italia en Ruta - Giro di Campania - Trofeo Pantalica - Giro di Puglia - Tour d'Indre-et-Loire 1979 - Giro de Italia , más 3 etapas y la clasificación por puntos - Campeonato de Zúrich - Tour de Romandía, más 2 etapas - Midi Libre, más 2 etapas - Tres Valles Varesinos - 1 etapa de la Vuelta a Andalucía - 1 etapa de la Tirreno-Adriático - 2.º en el Super Prestige Pernod International - Trofeo Baracchi - GP Kanton Aargau - 2 etapas de la Volta a Cataluña - Gran Premio Ciudad de Camaiore 1980 - Campeón de Italia en Ruta - Flecha Valona - Coppa Bernocchi - Tres Valles Varesinos - 7 etapas del Giro de Italia, más clasificación por puntos - Giro di Campania - Trofeo Pantalica - Ruota d'Oro - Giro di Puglia - 1 etapa en el Tour de Romandía 1981 - 3.º en el Giro de Italia, más 3 etapas y clasificación por puntos - 2.º en el Campeonato del Mundo en Ruta - Coppa Bernocchi - Trofeo Laigueglia - Gran Premio Ciudad de Camaiore - Giro de la Romagna - Vuelta al Etna - 2 etapas de la Tirreno-Adriático - 2 etapa en el Tour de Romandía | 1982 - Campeonato del Mundo en Ruta - 3 etapas del Giro de Italia - Coppa Agostoni - Milán-Turín - Trofeo Pantalica - Giro de Lombardía - Coppa Sabatini - Giro del Trentino, más 1 etapa - Vuelta a Suiza, más 1 etapa - 4 etapas de la Vuelta a Andalucía - Tirreno-Adriático, más 2 etapas - 2.º en el Super Prestige Pernod International - Giro de Cerdeña 1983 - Giro de Italia , más 3 etapas y clasificación por puntos - 2 etapas de la Vuelta a España - Milán-San Remo - Sassari-Cagliari 1984 - 2 etapas de la Vuelta a Noruega 1985 - 2 etapas del Giro de Italia - 1 etapa de la Vuelta a Andalucía - Trofeo Pantalica 1986 - 2.º en el Giro de Italia - 3.º en el Campeonato del Mundo en Ruta - Trofeo Baracchi 1987 - 1 etapa de la Tirreno-Adriático - Milán-Vignola 1988 - 1 etapa de la Vuelta a Andalucía - Tres Valles Varesinos - Giro di Puglia - 2.º en el Campeonato de Italia en Ruta 1989 - 1 etapa de la Vuelta a Andalucía 1990 - Giro Reggio Calabria |

## Resultados

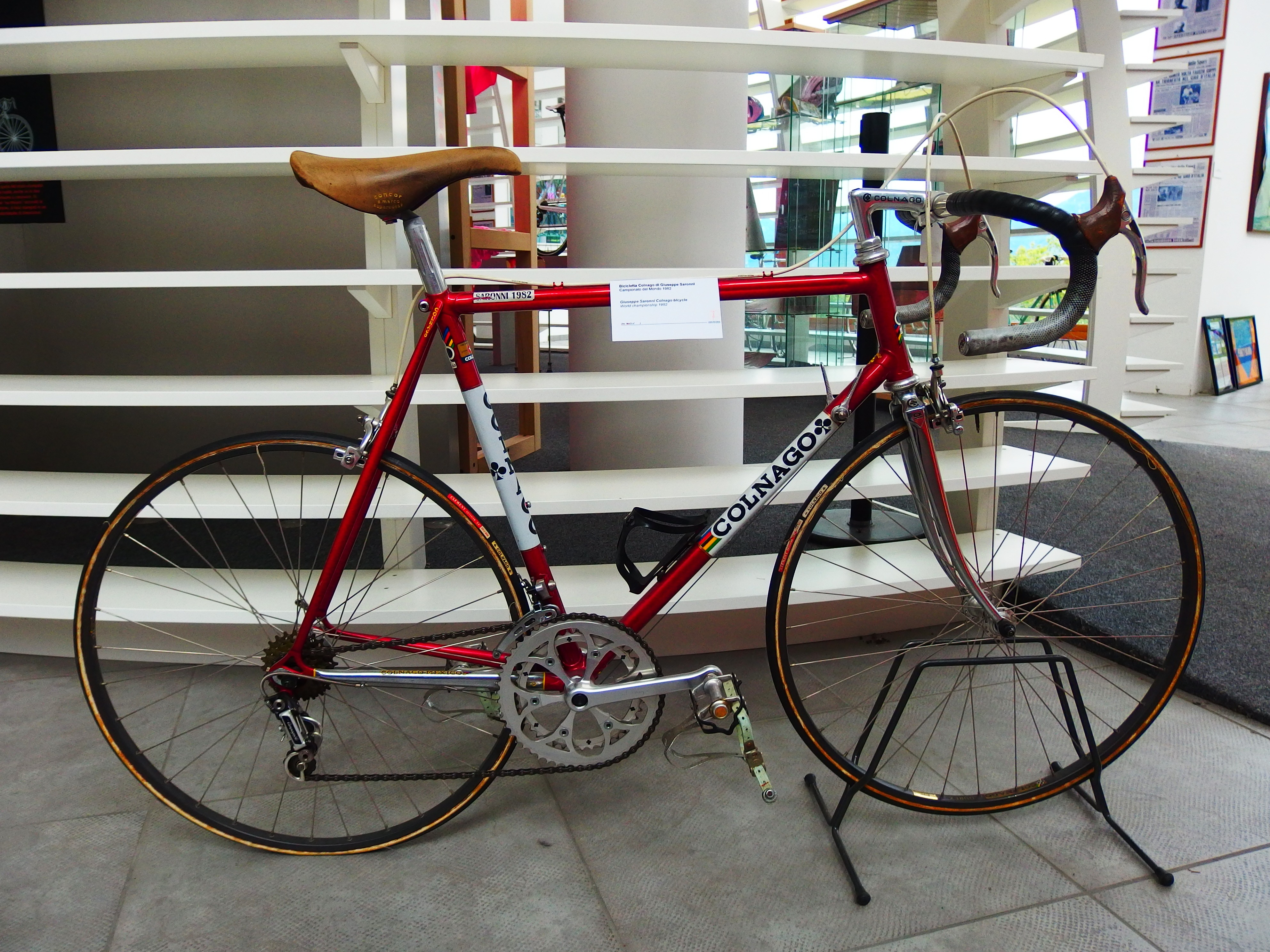
Bicicleta Colnago de Giuseppe Saronni con la que se convirtió en campeón del mundo en 1982.

Durante su carrera deportiva consiguió los siguientes puestos en Grandes Vueltas, vueltas menores y carreras de un día:

### Grandes Vueltas
| Carrera | Carrera         | 1977 | 1978 | 1979 | 1980 | 1981 | 1982 | 1983 | 1984 | 1985 | 1986 | 1987 | 1988 | 1989 | 1990 |
| ------- | --------------- | ---- | ---- | ---- | ---- | ---- | ---- | ---- | ---- | ---- | ---- | ---- | ---- | ---- | ---- |
|         | Giro de Italia  | —    | 5.º  | 1.º  | 7.º  | 3.º  | 6.º  | 1.º  | 16.º | 15.º | 2.º  | Ab.  | 27.º | 75.º | 45.º |
|         | Tour de Francia | —    | —    | —    | —    | —    | —    | —    | —    | —    | —    | Ab.  | —    | —    | —    |
|         | Vuelta a España | —    | —    | —    | —    | —    | —    | Ab.  | Ab.  | —    | —    | —    | —    | Ab.  | Ab.  |

### Vueltas menores
| Carrera | Carrera           | 1977 | 1978 | 1979 | 1980 | 1981 | 1982 | 1983 | 1984 | 1985 | 1986 | 1987 | 1988 | 1989 | 1990 |
| ------- | ----------------- | ---- | ---- | ---- | ---- | ---- | ---- | ---- | ---- | ---- | ---- | ---- | ---- | ---- | ---- |
|         | Tirreno-Adriático | 3.º  | 1.º  | 2.º  | 6.º  | —    | 1.º  | 13.º | —    | —    | —    | —    | 11.º | 24.º | —    |
|         | Tour de Romandía  | —    | —    | 1.º  | 3.º  | 2.º  | —    | —    | —    | —    | —    | —    | —    | —    | —    |
|         | Vuelta a Suiza    | —    | —    | —    | —    | —    | 1.º  | —    | —    | —    | —    | —    | —    | —    | —    |

### Clásicas, Campeonatos y JJ. OO.
| Carrera              | Carrera              | 1977 | 1978 | 1979 | 1980 | 1981 | 1982 | 1983 | 1984 | 1985 | 1986 | 1987 | 1988 | 1989 | 1990 |
| -------------------- | -------------------- | ---- | ---- | ---- | ---- | ---- | ---- | ---- | ---- | ---- | ---- | ---- | ---- | ---- | ---- |
|                      | Milan San Remo       | 19.º | 2.º  | 2.º  | 2.º  | 33.º | —    | 1.º  | 30.º | 51.º | 4.º  | 80.º | 44.º | 91.º | 47.º |
| Gante-Wevelgem       | Gante-Wevelgem       | —    | —    | —    | —    | 9.º  | —    | —    | —    | —    | —    | —    | —    | —    | —    |
| Flecha Valona        | Flecha Valona        | 2.º  | —    | 2.º  | 1.º  | —    | 7.º  | —    | —    | 70.º | 51.º | —    | —    | —    | —    |
|                      | Lieja-Bastoña-Lieja  | —    | —    | 28.º | —    | —    | —    | 2.º  | —    | —    | —    | —    | —    | —    | —    |
| Campeonato de Zúrich | Campeonato de Zúrich | —    | —    | 1.º  | 4.º  | —    | 34.º | —    | —    | 40.º | —    | —    | —    | —    | —    |
| París-Tours          | París-Tours          | —    | —    | 2.º  | —    | 33.º | 45.º | —    | —    | —    | —    | —    | —    | —    | —    |
|                      | Giro de Lombardía    | 14.º | 11.º | 19.º | —    | 15.º | 1.º  | 39.º | —    | —    | —    | —    | —    | —    | —    |
| Mundial en Ruta      | Mundial en Ruta      | 9.º  | 4.º  | 8.º  | Ab.  | 2.º  | 1.º  | 17.º | —    | 24.º | 3.º  | 48.º | 59.º | —    | —    |
| Italia en Ruta       | Italia en Ruta       | —    | 3.º  | —    | 1.º  | —    | —    | —    | —    | —    | —    | —    | 2.º  | —    | —    |

—: No participa

Ab.: Abandona

X: Ediciones no celebradas

## Reconocimientos y honores
- Mendrisio de Oro (1982)
- En 2002 pasó a formar parte de la Sesión Inaugural del Salón de la Fama de la UCI.[2]